# 夕立 (1914年の映画)
『夕立』(Between Showers) は、1914年公開の短編サイレント映画。キーストン社による製作で、監督はヘンリー・レアマン。1971年に映画研究家ウノ・アスプランドが制定したチャールズ・チャップリンのフィルモグラフィーの整理システムに基づけば、チャップリンの映画出演4作目にあたる。

## あらすじ
チャーリーとスターリングの女たらしは、泥だらけの通りを渡る娘（クリフトン）をものにしようと企んでいた。スターリングは娘が通りを横断するのを見て、女友達（ランプ）を口説いていた警官（コンクリン）から失敬した傘を提供して何かといいようにあしらおうと考える。一方、チャーリーも同様に娘を助けようと考えた。水たまりの上に敷く渡し板を見つけてきたスターリングが戻ってみると、その娘がいないことに憤慨し、傘を返してもらうよう要求したが、娘は求めを拒否した。やがて、その場にチャーリーがやってきて、傘は娘からチャーリーの手に。スターリングは傘を奪い返すために警官を連れてきたが、その警官は傘の持ち主。スターリングは警官に連行され、チャーリーはその光景をからかいのまなざしで見送った。

## 評価・背景
「キーストン映画のなかでも最高にめまぐるしく、最高に荒っぽく、最高に不可解な作品」、チャップリンの伝記を著した映画史家のデイヴィッド・ロビンソンは『夕立』について、以上のように評している。作品での演技そのものにしてもロビンソンは、チャップリンはおおむねキーストン調の演技をしてはいるものの、ところどころでキーストン調ではないギャグを見せていると指摘する。ロビンソンはさらに『夕立』は「コンメディア・デッラルテに近い」作品とも論じ、「キーストン映画」の一つとして『夕立』を見ればみるほど、そこに「キーストン映画」とは違う相貌を見て取ることができる。ロビンソンはそう結論付けている。
なお、チャップリンは映画デビュー作『成功争ひ』からスターリングが監督を務めた『泥棒を捕まえる人』を除く4作品でレアマンのメガホンのもとで演技をしたが、『成功争ひ』の時点で自分のギャグがレアマンに台無しにされたと思っていたチャップリンとレアマンとの相性は、少なくともマック・セネットの目からして「実りの少ない」ものに映ったようであり、レアマンとのコンビはこの『夕立』で終わることとなった。その後のレアマンは、ロスコー・アーバックルが起こした（と疑われた）強姦殺人事件の検察側最重要証人としてその名をとどめている。

## キャスト
- チャールズ・チャップリン：女たらし
- フォード・スターリング：ライバルの女たらし
- チェスター・コンクリン：警官
- エドワード・ノーラン：騎士道を貴ぶ警官
- エマ・ベル・クリフトン：娘
- セイディ・ランプ：警官の女友達